# Huitziltepec, Guerrero
Huitziltepec är en ort i Mexiko.   Den ligger i kommunen Eduardo Neri och delstaten Guerrero, i den södra delen av landet, 190 km söder om huvudstaden Mexico City. Huitziltepec ligger 1 316 meter över havet och antalet invånare är 4 419.
Terrängen runt Huitziltepec är huvudsakligen kuperad, men västerut är den bergig. Terrängen runt Huitziltepec sluttar västerut. Runt Huitziltepec är det ganska glesbefolkat, med 43 invånare per kvadratkilometer. Närmaste större samhälle är Zumpango del Río, 12,4 km söder om Huitziltepec. I omgivningarna runt Huitziltepec växer huvudsakligen savannskog.